# 1809 en droit
Cet article présente les faits marquants de l'année 1809 en droit.

## Événements
- Colonie du Cap : lois relatives au statut et aux droits des travailleurs « de couleur » et comportant certaines dispositions discriminatoires.
- Si le français devient langue officielle des Provinces illyriennes, le slovène devient obligatoire dans l’enseignement primaire.
- Russie : abolition de la faculté pour les propriétaires de déporter les serfs en Sibérie (rétablie en 1822).

### Mai
- 5 mai : la Chambre du Bas-Canada vote l’expulsion d’Ezekiel Hart.

### Août
- 6 août (Russie) : oukase rendant obligatoire les études supérieures ou un examen pour accéder aux échelons supérieurs de la hiérarchie civile.
- 10 août : proclamation d'indépendance de l'Équateur.
- Suppression partielle des dernières servitudes féodales dans les Provinces illyriennes. Abolition des privilèges corporatifs.

## Naissances
- 29 mai : Adolphe Roussel, avocat belge, et professeur de droit criminel et d'encyclopédie du droit et homme politique († 6 janvier 1875).